# Marten Eikelboom
Marten Eikelboom, né le 12 octobre 1973 à Zwolle, est un joueur néerlandais de hockey sur gazon.

## Palmarès
- Médaille d'or aux Jeux olympiques de Sydney en 2000
- Médaille d'argent aux Jeux olympiques d'Athènes en 2004[1]